# Ari Millen
Ari Millen, né à Kingston, est un acteur canadien.
Il est principalement connu pour son rôle dans Orphan Black.

## Filmographie

### Films
- 2011 : Exit Humanity : Caporal Wayne
- 2011 : Monster Brawl : Dr Igora
- 2016 : Rupture de Steven Shainberg : Dr. Raxlen
- 2019 : Ma vie avec Jonh F. Donovan  de Xavier Dolan : Billy
- 2020 : Vicious Fun de Cody Calahan : Bob Nice

### Séries
- 2010 : Nikita ; saison 1 épisode 2: Ronnie
- 2012 : Rookie Blue ; saison 3 épisode 6: Taylor 'TK' Hickman
- 2013 : Played, les infiltrés ; saison 1 épisode 8 : Liam
- 2014 : Reign: le destin d'une reine ; saison 2 épisode 6 : L'ombre du Roi
- 2014 - 2017 : Orphan Black : Mark Rollins/ Rudy/ Miller/ Seth/Parsons/ Ira Blair (36 épisodes)
- 2016 : 11.22.63[1] ; saison 1 épisode 2 : Dickie
- 2018 : The Expanse : Stanni (3 épisodes)